# 戸村健次
戸村 健次（とむら けんじ、1987年10月20日 - ）は、埼玉県日高市出身の元プロ野球選手（投手）・コーチ。右投右打。

## 経歴

### プロ入り前
小学3年時から野球を始め、中学時代までは軟式野球をプレー。中学に入学する頃には東京六大学でのプレーを目指すため、大学の付属高校への入学を目標にしていた。志望校だった立教新座高校の合格の目安の偏差値が高く、3年生のときには受験勉強中心の生活になったため、中学最後の大会では野球部のレギュラーになれなかった。
勉強の甲斐あり、立教新座高校に合格し、進学。1年秋からのベンチ入りを経て、2年時の春からエースの座を確保した。在学中からストレートで最速145km/hを計測するなど、右の本格派投手として注目されていたが、春夏ともに阪神甲子園球場での全国大会へ出場できなかった。
立教大学への進学後は、東京六大学野球のリーグ戦に1年の春から登板すると、2年の春季リーグ・対東京大学戦でリーグ戦初勝利。3年の秋季リーグでは、対東大戦で2勝目を挙げると、対明治大学戦でリーグ戦初の完投勝利を挙げた。
4年の春季リーグでは、対早稲田大学戦でチーム8季振りの勝利を挙げたものの、調子の波が大きくスタミナ不足を露呈。4年の秋季リーグでは、チーム14試合中11試合に登板すると、通算投球イニング（74回2/3）・勝利数（4勝）とも自己最多記録を達成した。また、早大との2回戦では、リーグ戦唯一の完封勝利を挙げている。在学中には、リーグ戦で通算45試合に登板。10勝14敗、防御率3.18、142奪三振という成績を残した。
2009年のNPBドラフト会議で、東北楽天ゴールデンイーグルスから1巡目で単独指名。契約金9,000万円、年俸1,500万円（金額は推定）という条件で入団した。背番号は22。

### プロ入り後
2010年、公式戦の開幕を二軍で迎えたが、4月21日の対千葉ロッテマリーンズ戦（郡山総合運動場開成山野球場）に、先発投手として一軍公式戦にデビュー。一軍公式戦全体では、4試合の登板で、0勝1敗、防御率も7.27を記録した。
2011年、オープン戦で好投を続けたことから、公式戦の開幕から一軍の先発ローテーションに加わったが、勝ち星を挙げられないまま5月3日に登録抹消。9月に再び登録されたものの、一軍公式戦全体では、8試合の登板で0勝3敗にとどまった。10月6日の対北海道日本ハムファイターズ戦（札幌ドーム）では、東京六大学リーグの対早大戦で一度も勝てなかった斎藤佑樹と投げ合った末に、一軍公式戦で初めての完投を経験したが、3敗目を喫した。投手出身の星野仙一一軍監督に、「この試合の収穫は戸村の完投だけ」と言わしめた。
2012年、前年に続いて公式戦の開幕から一軍の先発陣に入ると、4月4日の対福岡ソフトバンクホークス戦（クリネックスタジアム宮城）で一軍公式戦初勝利。星野の監督通算1,000勝達成に貢献した。以降も2勝を挙げたが、セ・パ交流戦からは中継ぎに転向。6月3日に出場選手登録を抹消されると、9月の再登録後に一軍公式戦で1度先発したが、序盤に先発で3勝を記録しただけでシーズンを終えた。
2013年、公式戦の開幕から一軍の先発ローテーションに入ることを期待されたが、開幕直前に水ぼうそうを発症。5月20日の対東京ヤクルトスワローズ戦（Kスタ宮城）で一軍公式戦へのシーズン初登板を果たすと、この試合から12試合の先発登板で4勝を挙げた。ただし、与四球数が奪三振数を上回るほど投球内容が安定せず、8月下旬に出場選手登録を抹消。一軍が初めて進出したクライマックスシリーズや日本シリーズでも、登板の機会がなかった。
2014年、公式戦を二軍でスタート。イースタン・リーグの公式戦では、開幕当初に先発で好投していたが、5月末に酒井勉二軍チーフ投手コーチ（当時）の方針でクローザーに転向した。6月27日に、救援要員として出場選手登録。登録後はオール救援で一軍公式戦5試合に登板したが、防御率が10.13に達した。このため、シーズンの終了後には、入団当時のチームメイトだった岩隈久志の自主トレーニングに参加した。
2015年、先発へ再び転向すると、4月から一軍の先発陣に復帰。4月26日の対ロッテ戦（楽天Koboスタジアム宮城では、一軍公式戦初の完投勝利を無四球で達成した。5月中盤から前半戦まで中継ぎに回ると、救援防御率を2.12にとどめるなど好投。一方で交流戦の開幕カードとなった阪神タイガース（甲子園）との3連戦では、2戦目・3戦目と連続して本塁打、押し出し四球という形でサヨナラ負けを喫した（打者はいずれも福留孝介）。辛島航の先発が予告されていた6月19日の対ロッテ戦（QVCマリンフィールド）では、辛島が左背中痛で登板を回避したことを受けて急遽先発すると、5回1失点の好投で勝利投手になった。戸村が他の投手のアクシデントに伴って一軍公式戦へ急遽登板した事例は、この試合が初めてである。後半戦からは先発へ正式に復帰。入団後初めてフルシーズン一軍へ帯同するとともに、対ロッテ戦だけで4勝を挙げるなど、チーム2位の7勝を記録した。
2016年、一軍公式戦の開幕直後までは、先発要員として二軍で調整。一軍の中継ぎ陣が総じて不振であったことから、4月10日に中継ぎ要員として一軍へ合流した。同月だけで3敗を喫したことから、二軍で先発要員として再び調整した後に、6月10日から一軍へ復帰。6月19日の対横浜DeNAベイスターズ戦（横浜スタジアム）に先発でシーズン唯一の勝利を挙げたが、右肘の状態が悪く、7月4日に出場選手登録を再び抹消。8月4日に右肘のクリーニング手術を受けると、そのままシーズンを終えた。一軍公式戦全体では11試合に登板したが、1勝5敗、防御率4.41という成績にとどまった。
2017年、4月から7月までロングリリーフ要員として一軍に帯同しながら、先発を予告されていた同僚投手のアクシデントによって、一軍公式戦で急遽先発を任されることが相次いだ。岸孝之の先発が予告されていた4月23日の対福岡ソフトバンクホークス戦（福岡ヤフオク!ドーム）では、岸が腰痛の発症で登板を回避したため緊急先発。試合開始のおよそ15分前に、この年の一軍公式戦で初めての先発登板を告げられたにもかかわらず、6回裏の途中まで無失点に抑える好投で勝利投手になった。パシフィック・リーグに予告先発制度が導入された1994年以降のNPB一軍公式戦で、1人の投手が予告先発投手の代役登板で2勝を挙げた事例は、2015年の対ロッテ戦（前述）とこの試合に勝利した戸村が初めてである。さらに、塩見貴洋の先発が予告されていた6月9日の対広島東洋カープ戦（Koboパーク宮城）では、塩見が腰の張りで登板を回避したため、シーズン2度目の緊急先発に臨んだ。NPBの一軍公式戦で1人の投手が予告先発投手の代役を通算3回（1シーズンに2回）務めた事例は初めてで、救援登板で4イニングを投げた6月6日の対DeNA戦（荘内銀行・日新製薬スタジアムやまがた）から中2日で臨んだが、3回途中5失点という内容で黒星を喫した。一軍公式戦全体では、13試合の登板で、2勝1敗、防御率6.23をマーク。この成績に対して、球団からは、推定年俸2,000万円からの減額に相当する査定を受けていた。しかし、2度にわたる緊急先発を考慮されたため、シーズン終了後の契約交渉では現状維持という条件で更改に至った。
2018年、公式戦の開幕を二軍で迎えると、5月20日の対北海道日本ハムファイターズ戦（札幌ドーム）で、救援投手としてシーズン初の一軍公式戦登板を果たした。2日後（5月22日）の対オリックス・バファローズ戦（楽天生命パーク）でも8回表に救援で登板したが、西野真弘が放った打球が右顎を直撃。そのままマウンドで昏倒したため、救急車で病院に搬送された。後の診察で、右下顎角の骨折によって、実戦への復帰までに3～4ヶ月を要することが判明。5月28日に骨折個所の整復手術を受けたが、一軍公式戦では以上2試合の登板にとどまった。
2019年、一軍公式戦で前年を上回る6試合に登板したが、勝敗は付かず、防御率は6.32にまで達した。レギュラーシーズンの10月18日に球団から戦力外通告を受けたことによって、2009年ドラフト会議での指名を経て2010年に楽天へ入団した現役選手が、チームから完全に姿を消すことになった。戸村自身はNPB12球団合同トライアウトへの参加を見送る一方で、NPB他球団から獲得のオファーを受けた場合に現役生活を続ける意向を示していたが、11月22日に楽天球団を通じて現役引退を発表。球団では11月24日に、楽天生命パークのファン感謝祭で引退セレモニーを開催した。

### 現役引退後
2020年シーズンからは、楽天野球団のチーム運営部に所属しながら打撃投手を務めることが発表されたが、同年2月18日の沖縄県金武町での一軍春季キャンプの打撃練習で登板した際、防球ネットの縁に当たって跳ね返った打球を頭部に受け、頭蓋骨多発骨折と前頭葉の軽度の脳挫傷の怪我を負った。球団はこの事故を受けて、打撃投手のヘルメット着用を義務付け、また、防球ネットの改良も検討することとなった。そして戸村自身はセカンドインパクト症候群に陥る危険性を考慮され、打撃投手からスコアラーへと転属された。その後、楽天イーグルスアカデミーコーチを務めた。
2023年1月5日、自身のインスタグラムで2022年いっぱいでの楽天イーグルス退団と、株式会社ネクストベースへの転職を報告した。
2024年1月3日に母校である立教大学の野球部のコーチに就任したことが発表された。

## 選手としての特徴・人物
185cmの長身から投げ下ろす最速151km/hのストレートを軸に、縦のスライダーやフォークを交えることが特徴。スライダーは2010年から2年連続で被打率を1割台にとどめるほど有効であったが、制球やセットポジション時の投球に課題を残していた。
楽天入団後の2012年まではオーバースローで投げていたが、2013年からは左腕の位置を下げることによって、スリークォーター気味のフォームに改造。シュートやカットボールも投げるようになった。
楽天への入団後は、前述したように、2018年シーズンまでの一軍公式戦で予告先発投手の代役を3回経験。ビハインドの局面でロングリリーフを任されることも多いため、星野監督時代に同様の役割を担っていた左投手（当時）の川井貴志が星野から「困った時のボブ」と呼ばれていたことにちなんで、チーム関係者から「困った時のトム（戸村）」と呼ばれるほど重宝されていた。戸村自身は、2017年の契約更改直後に、「ロングリリーフというポジションは難しかったが、『（ロングリリーフを）やりたくない』と言う投手はプロではない。この年に（予告先発の代役を2回）経験したことは、自分の財産になった」と述べている。
尊敬する人物は、かつての楽天のエースで、現役時代の初期にチームメイトだった岩隈久志。
私生活では2011年1月に、保育園の頃からの幼馴染の女性と結婚している。

## 詳細情報

### 年度別投手成績
| 年 度      | 球 団      | 登 板 | 先 発 | 完 投 | 完 封 | 無 四 球 | 勝 利 | 敗 戦 | セ 丨 ブ | ホ 丨 ル ド | 勝 率 | 打 者 | 投 球 回 | 被 安 打 | 被 本 塁 打 | 与 四 球 | 敬 遠 | 与 死 球 | 奪 三 振 | 暴 投 | ボ 丨 ク | 失 点 | 自 責 点 | 防 御 率 | W H I P |
| ---------- | ---------- | ----- | ----- | ----- | ----- | -------- | ----- | ----- | -------- | ----------- | ----- | ----- | -------- | -------- | ----------- | -------- | ----- | -------- | -------- | ----- | -------- | ----- | -------- | -------- | ------- |
| 2010       | 楽天       | 4     | 4     | 0     | 0     | 0        | 0     | 1     | 0        | 0           | .000  | 84    | 17.1     | 23       | 3           | 10       | 1     | 1        | 13       | 2     | 0        | 15    | 14       | 7.27     | 1.91    |
| 2011       | 楽天       | 8     | 8     | 1     | 0     | 0        | 0     | 3     | 0        | 0           | .000  | 191   | 41.1     | 48       | 2           | 17       | 0     | 1        | 26       | 4     | 0        | 25    | 18       | 3.92     | 1.57    |
| 2012       | 楽天       | 9     | 6     | 0     | 0     | 0        | 3     | 2     | 0        | 0           | .600  | 170   | 38.0     | 51       | 1           | 11       | 0     | 0        | 19       | 1     | 0        | 17    | 16       | 3.79     | 1.63    |
| 2013       | 楽天       | 12    | 12    | 0     | 0     | 0        | 4     | 2     | 0        | 0           | .667  | 284   | 67.2     | 63       | 4           | 28       | 0     | 3        | 22       | 4     | 0        | 27    | 25       | 3.33     | 1.34    |
| 2014       | 楽天       | 5     | 0     | 0     | 0     | 0        | 0     | 0     | 0        | 0           | ----  | 25    | 5.1      | 9        | 2           | 0        | 0     | 1        | 4        | 0     | 0        | 6     | 6        | 10.13    | 1.69    |
| 2015       | 楽天       | 37    | 18    | 1     | 0     | 1        | 7     | 11    | 0        | 1           | .389  | 572   | 131.1    | 152      | 7           | 40       | 0     | 4        | 78       | 5     | 0        | 68    | 56       | 3.84     | 1.46    |
| 2016       | 楽天       | 11    | 5     | 0     | 0     | 0        | 1     | 5     | 0        | 0           | .167  | 151   | 34.2     | 37       | 4           | 11       | 1     | 4        | 23       | 0     | 0        | 20    | 17       | 4.41     | 1.38    |
| 2017       | 楽天       | 13    | 2     | 0     | 0     | 0        | 2     | 1     | 0        | 0           | .667  | 116   | 26.0     | 30       | 6           | 9        | 0     | 2        | 22       | 2     | 1        | 20    | 18       | 6.23     | 1.50    |
| 2018       | 楽天       | 2     | 0     | 0     | 0     | 0        | 0     | 0     | 0        | 0           | ----  | 7     | 1.0      | 3        | 1           | 1        | 0     | 0        | 0        | 0     | 0        | 2     | 2        | 18.00    | 4.00    |
| 2019       | 楽天       | 6     | 0     | 0     | 0     | 0        | 0     | 0     | 0        | 0           | ----  | 73    | 15.2     | 17       | 1           | 9        | 1     | 0        | 15       | 1     | 0        | 15    | 11       | 6.32     | 1.66    |
| 通算：10年 | 通算：10年 | 107   | 55    | 2     | 0     | 1        | 17    | 25    | 0        | 1           | .405  | 1673  | 378.1    | 433      | 31          | 136      | 3     | 16       | 222      | 19    | 1        | 215   | 183      | 4.35     | 1.50    |

- 各年度の太字はリーグ最高

### 年度別守備成績
| 年 度 | 球 団 | 投手  | 投手  | 投手  | 投手  | 投手  | 投手     |
| 年 度 | 球 団 | 試 合 | 刺 殺 | 補 殺 | 失 策 | 併 殺 | 守 備 率 |
| ----- | ----- | ----- | ----- | ----- | ----- | ----- | -------- |
| 2010  | 楽天  | 4     | 0     | 7     | 0     | 0     | 1.000    |
| 2011  | 楽天  | 8     | 0     | 9     | 0     | 0     | 1.000    |
| 2012  | 楽天  | 9     | 1     | 9     | 0     | 0     | 1.000    |
| 2013  | 楽天  | 12    | 3     | 8     | 0     | 0     | 1.000    |
| 2014  | 楽天  | 5     | 0     | 1     | 0     | 0     | 1.000    |
| 2015  | 楽天  | 37    | 3     | 20    | 2     | 0     | .920     |
| 2016  | 楽天  | 11    | 3     | 5     | 1     | 0     | .889     |
| 2017  | 楽天  | 13    | 1     | 5     | 0     | 1     | 1.000    |
| 2018  | 楽天  | 2     | 0     | 1     | 0     | 0     | 1.000    |
| 2019  | 楽天  | 6     | 0     | 3     | 1     | 0     | .750     |
| 通算  | 通算  | 107   | 11    | 68    | 4     | 1     | .952     |

### 記録
- 初登板・初先発：2010年4月21日、対千葉ロッテマリーンズ5回戦（郡山総合運動場開成山野球場）、2回2/3を4失点で敗戦投手
- 初奪三振：同上、1回表に金泰均から見逃し三振
- 初完投：2011年10月6日、対北海道日本ハムファイターズ23回戦（札幌ドーム）、8回を2失点で敗戦投手
- 初勝利・初先発勝利：2012年4月4日、対福岡ソフトバンクホークス2回戦（日本製紙クリネックススタジアム宮城）、5回1失点
- 初完投勝利：2015年4月26日、対千葉ロッテマリーンズ5回戦（楽天Koboスタジアム宮城）、9回1失点無四死球
- 初ホールド：2015年5月20日、対北海道日本ハムファイターズ11回戦（楽天Koboスタジアム宮城）、7回表3番手で救援登板、1回無失点

### 背番号
- 22 （2010年 - 2019年）
- 102 （2020年 - 同年3月31日）

### 登場曲
- 「REQUEST」 HAN-KUN（2010年）
- 「ONE」 九州男（2011年）
- 「平成航路」 THE 野党（2012年）
- 「Chasing the Sun」The Wanted（2013年）
- 「ray」BUMP OF CHICKEN（2014年 - ）